# 伊万·伊里奇·扎哈罗夫
伊万·伊里奇·扎哈罗夫（俄语：Ива́н Ильи́ч Заха́ров，1814年？月？日—1885年9月26日（10月8日）），是俄国的外交官、汉学家，《中俄伊犁塔尔巴哈台通商章程》签订后，出任了第一位俄国驻清朝总领事。1864年10月7日，与明谊、锡霖签署《中俄勘分西北界约记》。